# Nurit Peled-Elhanan
Nurit Peled-Elhanan (Jerusalem, Israel 1949) és una activista pacifista i filòloga israeliana, professora universitària.

## Biografia
Va néixer el 1949 filla de Matti Peled, un general de l'Exèrcit israelià que, després de la Guerra dels Sis Dies, va protestar contra la política d'assentaments del govern israelià. Va estudiar literatura en la Universitat Hebrea de Jerusalem, a on actualment és professora de literatura comparada.

## Activisme social
Després de perdre la seva filla de 14 anys en un atemptat suïcida palestí el 4 de setembre de 1997 va fundar una organització de famílies israelianes i palestines víctimes de la violència, una associació que no fa distinció entre la violència d'un grup o d'un altre, sinó que uneix esforços per aconseguir la pau a Israel i Palestina.
L'any 2001 fou guardonada, juntament amb el palestí Izzat Ghazzawi i l'angolès Dom Zacarias Kamwenho, amb el Premi Sàkharov per la Llibertat de Consciència concedit pel Parlament Europeu.
En 2010 va formar part del grup impulsor del Tribunal Russell sobre Palestina.